# Нижня Камениця
Нижня Камениця, Ніжна Каменіца (словац. Nižná Kamenica) — село в окрузі Кошиці-околиця Кошицького краю Словаччини. Площа села 13,33 км². Станом на 31 грудня 2016 року в селі проживало 562 жителі.

## Історія
Перші згадки про село датуються 1347 роком.

## Населення
| Рік:            | 1994. | 2004.   | 2014.    | 2024.    |
| --------------- | ----- | ------- | -------- | -------- |
| Кількість осіб: | 473   | 488     | 553      | 718      |
| Різниця:        |       | +3,17 % | +13,31 % | +29,83 % |

| Рік:            | 2023. | 2024.   |
| --------------- | ----- | ------- |
| Кількість осіб: | 683   | 718     |
| Різниця:        |       | +5,12 % |